# Амфиполи
Амфиполи (грч. Αμφίπολη) је насељено место у општини Амфипољ у периферији Средишња Македонија, Грчка. Према попису из 2021. године било је 137 становника.
Према бугарском географу и историчару, Василу Канчову, у Амфиполију је 1900. године живело 230 Грка.  Током Балканских ратова село је настрадало и већи део мештана је избегао, тако је после рата остало 32 житеља. Године 1923. насељено је 158 грчких избеглица. На попису из 1928. године Амфиполи је имао 282 становника. Село се раније звало Еникој.